# Esterilização compulsória
Esterilização compulsória ou esterilização forçada refere-se à esterilização cirúrgica sem consentimento prévio do paciente.
Na primeira metade do século XX muitos programas desse tipo foram instituídos em vários países do mundo, usualmente como parte de programas eugénicos, cuja intenção era de prevenir a reprodução de pessoas  portadoras de características genéticas indesejadas. Logo a prática foi aplicada a doentes e deficientes mentais. A ideia de que pacientes mentais eram desprovidos de razão e, portanto, não tinham direito a opinar sobre sua vida e tratamento legitimou vários abusos.
Mais recentemente, o ex-presidente do Peru, Alberto Fujimori, foi acusado de promover a esterilização forçada de homens e mulheres, notadamente indígenas e pobres, durante o seu governo. Em julho de 2002, o Ministério da Saúde peruano tornou público um relatório, segundo o qual, entre 1990 e 2000, 331 600 mulheres foram esterilizadas, enquanto 25 590 homens haviam sido submetidos a uma vasectomia. "Essas pessoas foram envolvidas”, destaca o relatório, "seja por meio de pressões, de chantagem ou de ameaças, seja por meio da oferta de alimentos, sem que fossem devidamente informadas, o que as impediu de tomarem uma decisão com real conhecimento de causa."
Nos Estados Unidos, um programa de planejamento familiar, patrocinado pelo Estado, resultou na esterilização forçada de 3,4 mil mulheres indígenas, somente nos anos 1970. "Muita gente associa a palavra 'eugenia' aos nazistas e ao Holocausto. Mas isso está errado. Na verdade, Hitler aprendeu com o que os EUA haviam feito", afirmou Daniel Kevles, historiador da ciência da Universidade de Yale.

## Esterilização Compulsória na pessoa com deficiência
No caso das pessoas com deficiência, e apesar de não existirem dados estatísticos, indicam os activistas, associações e organizações que trabalham na área das pessoas com deficiência que estas práticas são sofridas sobretudo por mulheres.

### O caso português
A prática de esterilização compulsória em pessoas com deficiência viola a Convenção dos Direitos das Pessoas com Deficiência, ratificada por Portugal em 2009 e a Convenção de Istambul, ratificada por Portugal pelo Decreto do Presidente da República n.º 13/2013, de 21 de Janeiro, e com entrada em vigor a 1 de agosto de 2014. Contudo, dentre os 27 países da União Europeia, em 2023, apenas nove ilegalizaram esta prática e três, dos 27 países, ainda autorizam a esterilização de menores com deficiência, sendo Portugal (juntamente com a República Checa e a Hungria) um deles.
A nível legislativo, a Lei 3/84 que regulava a esterilização voluntária em indivíduos maiores de 25 anos nada mencionava sobre a prática a adoptar no caso da pessoa com deficiência mental, contrariamente ao que já acontecia noutros países europeus. Por sua vez, em 2008, havia sido publicado um artigo médico sobre a prática da esterilização em adolescentes com patologia neurológica, num hospital materno-infantil entre 1998 e 2007 e identificou-se a existência desta prática nas pacientes, mas não se refere se existiu ou não autorização judicial, conforme definia a lei portuguesa.
Em 2016, este tema é abordado em Portugal, na sequência da divulgação de um relatório das Nações Unidas que pretendia avaliar os direitos fundamentais das pessoas com deficiência neste país e que teve por base um conjunto de informações prestadas, em 2012, pelo Governo português e mais tarde completado com informações do Observatório da Deficiência e Direitos Humanos e de organizações da sociedade civil. Nesse relatório referia-se que as pessoas com deficiência continuavam a ser alvo desta prática por parte, por exemplo, de algumas instituições, e era aplicada sobretudo nas pessoas com deficiência declaradas como legalmente incapacitadas. Era referido a inexistência de uma lei específica que enquadrasse a esterilização de pessoas com deficiência, tendo sido sugerido ao Estado português a adopção de medidas que permitissem à pessoa com deficiência exercer o direito ao consentimento livre, prévio e informado de tratamentos médicos. À data, a Ordem dos Médicos portuguesa, indicava que não tinha conhecimento de quaisquer situações de esterilização forçada e que se existissem seriam pouco frequentes. A Associação Portuguesa de Bioética tinha a mesma opinião e considerava as afirmações presentes no relatório exageradas, indicando que o Programa Nacional de Saúde Reprodutiva já previa outras práticas alternativas, como a contracepção hormonal injectável ou implante.

Face à inexistência de dados estatísticos por parte das autoridades portuguesas, apesar de Portugal ser o primeiro país da União Europeia a iniciar, em 2023, uma recolha de dados sobre esterilizações forçadas, no âmbito de um estudo sobre a violência contra pessoas com deficiência, estas práticas são sobretudo conhecidas e relatadas por ativistas, como sejam Mayne Benedetto, Rita Serra e Sara Rocha, ou por organizações de pessoas com deficiência. Assim, as práticas que são reportadas referem-se sobretudo a inexistência de consentimento por parte da pessoa com deficiência. A lei portuguesa define a obrigatoriedade do consentimento, sendo este um processo que tem diferentes fases e devia ser especifíco para as diversas deficiências. O consentimento tem como premissa a informação (consentimento informado) pelo que paciente devia ser conhecedor de forma clara e inequívoca do procedimento que vai ser executado e das suas consequências. Contudo, há relatos que indicam que o mesmo aconteceu no âmbito de outras operações cirúrgicas ou cujos relatórios médicos indicam que a operação foi ao apêndice, por exemplo, e não uma esterilização. No caso da pessoa com deficiência muitas vezes é o cuidador, quer de menores ou de adultos com deficiência, que pressionam a esterilização, ou que tomam a decisão pela pessoa com deficiência. Contudo, e de acordo com o Código Deontológico da Ordem dos Médicos, a Entidade Reguladora da Saúde em Portugal e um parecer do Conselho Nacional de Ética para as Ciências da Vida, há a necessidade de existir o prévio consentimento judicial. Todavia, este consentimento judicial muitas vezes não é aplicado, porque os cuidadores são os tutores legais  da pessoa com deficiência no caso de ter existido interdição judicial, apesar de, na opinião de alguns juristas, face à matéria em causa, os tutores não poderem tomar esta decisão sozinhos.